# 조지 수녀의 살해
《조지 수녀의 살해》(영어: The Killing of Sister George)는 1968년 개봉한 미국의 블랙 코미디 영화로, 로버트 앨드리치가 감독을 맡았다.

## 출연

### 주연
- 베릴 레이드
- 수잔나 요크

### 조연
- 코럴 브라운
- 로널드 프레이저
- 패트리샤 메디나
- 휴 패드딕
- 시릴 드르반티
- 시비 애버그
- 윌리엄 버클리
- 일레인 처치
- 브렌던 딜론
- 바이런 웹스터
- 로잘리 윌리엄스

## 기타
- 원작자: 프랭크 마커스
- 의상: 레니
- Ass-PD: 월터 블레이크
- 배역: 린 스터마스터